# Tangerine Tree
Das Projekt Tangerine Tree ist eine profitlose CD-R-Sammlung von Tangerine-Dream-Konzerten und anderen Raritäten, welche von Zuschauer-Konzertmitschnitten und anderen Aufnahmen stammen. Das Ziel des Projekts war es, die klanglich besten unveröffentlichten Konzerte einer breiten Hörerschaft zugänglich zu machen. Das Projekt ist den Musikern bekannt und wurde durch sie unter der Bedingung einer strikt profitlosen Basis geduldet. Jede Ausgabe des Tangerine Trees war sorgfältig zusammengestellt, die Klangqualität wurde nachträglich verbessert und mit qualitativ hochwertigen Illustrationen begleitet.
Einige Ausgaben des Projekts wurden auch als Basis für reguläre Tangerine Dream CDs verwendet. So veröffentlichte das britische Label Castle/Sanctuary in den Jahren 2003 und 2004 die Tangerine Dream – The Bootle Box Set Vol. 1 und Vol. 2, bei denen es sich um offizielle Pressungen einiger Tangerine-Tree-CD-Rs handelte (Aufnahmen in Vol. 1: Sheffield 29. Oktober 1974, London 2. April 1975, Croydon 23. Oktober 1975, Bilbao 31. Januar 1976 und Berlin 27. Juni 1976; in Vol. 2: Nottingham 8. November 1976, Washington 4. April 1977, Hamburg 24. Februar 1978, Newcastle 25. Oktober 1981, Frankfurt 11. Juni 1983 "Rainer Werner Fassbinder Memorial Concert"). Im Begleit-Faltblatt der beiden Boxen sind einige der Mitwirkenden genannt, die nach kursierenden Aufnahmen recherchiert und das Material zur Verfügung gestellt hatten: Heiko Heerssen, Jerzy Kapala, Wouter Bessels, John Burek, Ray Hallett, Matthew Sawyer, Gustavo Jobim, Marko Marin, Steve Craftman, Al Benson, Chris Wojtecki, Steve Dinsdale, Gregor Meyer, Peter Ravn, Klaus Beschorner, Peter Stoeferle, Siggi Lindhorst und Joe Shoults.
Die Tangerine Leaves Ausgaben basieren auf Aufnahmen, welche nicht an den Qualitäts-Standard des Tangerine Trees herankommen oder von Konzerten, welche sich nicht wesentlich von einer Serie von Konzerten des Tangerine Trees unterscheiden. Wurde eine bessere Quelle für ein Konzert gefunden, so konnte eine Tangerine-Leave-Ausgabe überflüssig werden und wurde durch eine entsprechende Tangerine-Tree-Ausgabe ersetzt.
Die Audio DVD Tree Ausgaben bestehen jeweils aus 2 Tangerine Tree Sets auf einer DVD, welche zur Musik das Cover-Artwork zeigen. Diese Ausgaben sind Standard DVDs mit einer Menü-Struktur und sind sowohl in PAL als auch in NTSC-Versionen verfügbar.
Das Tangerine-Tree-Projekt wurde am 17. Oktober 2006 von seinem Initiator und Mastermind Heiko Heerßen wegen rechtlicher Probleme und persönlicher Gründe beendet.

## Live-Konzerte
Sortiert nach Datum:
| Projekt          | Volume  | Datum               | Ort, TD Veröffentlichung                                                                                                   |
| ---------------- | ------- | ------------------- | --- |
| Tangerine Tree   | 59.1    | 29. September, 1968 | Essen Grugahalle, Deutschland (Internationale Essener Songtage)                                                            |
| Tangerine Leaves | 36      | 19. Juni, 1971      | Frankfurt Johann Wolfgang Goethe-Universität Frankfurt am Main, Deutschland                                                |
| Tangerine Tree   | 59.2    | 25. Juni, 1971      | Ossiach World Music Festival, Österreich                                                                                   |
| Tangerine Tree   | 52      | 25. November, 1972  | Köln WDR Sendesaal, Deutschland                                                                                            |
| Tangerine Leaves | 17      | 20. Mai, 1973       | Les Ponts de Cé Open Air Festival, Frankreich                                                                              |
| Tangerine Leaves | 73      | 20. November, 1973  | Saint Ouen Alhambra Theatre, Frankreich                                                                                    |
| Tangerine Tree   | 23      | 29. November, 1973  | Berlin Deutschlandhalle, Deutschland                                                                                       |
| Tangerine Tree   | 2r      | 29. Oktober, 1974   | Sheffield City Hall, England TD: Bootleg Box 1: Sheffield 74                                                               |
| Tangerine Leaves | 52      | 20. November, 1974  | Glasgow Kelvin Hall, Schottland                                                                                            |
| Tangerine Leaves | 47      | 26. November, 1974  | Bradford St. George’s Hall, England                                                                                        |
| Tangerine Tree   | 30      | 13. Dezember, 1974  | Reims Cathedrale Notre-Dame, Frankreich                                                                                    |
| Tangerine Tree   | 77      | 13. März, 1975      | Melbourne Dallas Brooks Hall, Australien                                                                                   |
| Tangerine Leaves | 20      | 25. März, 1975      | Adelaide Festival Theatre, Australien                                                                                      |
| Tangerine Tree   | 9       | 2. April, 1975      | London Royal Albert Hall, England TD: Bootleg Box 1: London 1975                                                           |
| Tangerine Tree   | 22      | 16. August, 1975    | Orange Theatre Antique, Frankreich                                                                                         |
| Tangerine Leaves | 70      | 14. September, 1975 | La Courneuve, Fête de l’Humanité, Frankreich                                                                               |
| Tangerine Leaves | 67      | 23. September, 1975 | Reims Opera, Frankreich |
| Tangerine Leaves | 6       | 4. Oktober, 1975    | Coventry Cathedral, England                                                                                                |
| Tangerine Leaves | 15      | 16. Oktober, 1975   | Liverpool Cathedral, England                                                                                               |
| Tangerine Leaves | 81      | 17. Oktober, 1975   | Glasgow City Hall, Schottland                                                                                              |
| Tangerine Leaves | 38      | 19. Oktober, 1975   | Manchester Hardrock, England                                                                                               |
| Tangerine Leaves | 3       | 20. Oktober, 1975   | York Minster Cathedral, England                                                                                            |
| Tangerine Tree   | 7       | 23. Oktober, 1975   | Croydon Fairfield Halls, England TD: Bootleg Box 1: Croydon 1975                                                           |
| Tangerine Tree   | 13.2    | 24. Januar, 1976    | Saarbrücken Universität, Deutschland                                                                                       |
| Tangerine Leaves | 68      | 26. Januar, 1976    | Hippodrome Paris, Frankreich                                                                                               |
| Tangerine Tree   | 6       | 31. Januar, 1976    | Bilbao Pabellon de la Casilla, Spanien TD: Bootleg Box 1: Bilbao 1976                                                      |
| Tangerine Tree   | 27      | 9. Februar, 1976    | Brüssel Auditorium Paul-Emile Janson, Belgien                                                                              |
| Tangerine Tree   | 55      | 11. Februar, 1976   | Amsterdam, RAI Congress Centrum, Niederlande                                                                               |
| Tangerine Tree   | 47      | 6. Mai, 1976        | Manchester Palace Theatre, England                                                                                         |
| Tangerine Tree   | 34      | 7. Juni, 1976       | London Royal Albert Hall, England                                                                                          |
| Tangerine Tree   | 81      | 10. Juni, 1976      | Brighton, The Dome, England                                                                                                |
| Tangerine Tree   | 8r      | 27. Juni, 1976      | Berlin Philharmonie, Deutschland TD: Bootleg Box 1: Electronic Rock at the Phiharmonics TD: Soundmill Navigator (re-mixed) |
| Tangerine Leaves | 64      | 20. Oktober, 1976   | Hannover, Stadthalle, Deutschland                                                                                          |
| Tangerine Tree   | 45      | 21. Oktober, 1976   | Düsseldorf, Philipshalle, Deutschland                                                                                      |
| Tangerine Leaves | 46      | 27. Oktober, 1976   | München, Cirkus-Krone-Bau, Deutschland                                                                                     |
| Tangerine Leaves | 40      | 29. Oktober, 1976   | Mainz Elzer Hof, Deutschland                                                                                               |
| Tangerine Tree   | 13.1    | 31. Oktober, 1976   | Mannheim, Mozart Saal, Deutschland                                                                                         |
| Tangerine Tree   | 1r      | 8. November, 1976   | Nottingham Albert Hall, England TD: Bootleg Box 2: Nottingham 1976                                                         |
| Tangerine Leaves | 16      | 9. November, 1976   | Portsmouth Guild Hall, England                                                                                             |
| Tangerine Leaves | 18      | 12. November, 1976  | Birmingham Odeon, England                                                                                                  |
| Tangerine Leaves | 62      | 13. November, 1976  | Leeds, University, England                                                                                                 |
| Tangerine Leaves | 23      | 14. November, 1976  | Croydon Fairfield Halls, England                                                                                           |
| Tangerine Tree   | 31r     | 16. November, 1976  | Brüssel, L’Ancienne Belgique, Belgien                                                                                      |
| Tangerine Tree   | 19      | 22. November, 1976  | Paris, Palais du Sport, Frankreich                                                                                         |
| Tangerine Leaves | 87      | 26. November, 1976  | Barcelona, Nuevo Pabellón Deportivo, Spanien                                                                               |
| Tangerine Leaves | 21      | 29. März, 1977      | Milwaukee Riverside Theatre, USA                                                                                           |
| Tangerine Tree   | 25r     | 31. März, 1977      | Detroit Ford Auditorium, USA TD: Bootmoon Series: Detroit – March 31st 1977                                                |
| Tangerine Leaves | 91      | 1. April, 1977      | Chicago, Aragon Ballroom, USA                                                                                              |
| Tangerine Leaves | 85      | 2. April, 1977      | Cleveland Music Hall, USA                                                                                                  |
| Tangerine Tree   | 4       | 4. April, 1977      | Washington, Lisner Auditorium, USA TD: Bootleg Box 2: Washington 1977                                                      |
| Tangerine Leaves | 55      | 5. April, 1977      | New York, Avery Fisher Hall, USA                                                                                           |
| Tangerine Leaves | 57      | 8. April, 1977      | Toronto, Convocation Hall, Kanada                                                                                          |
| Tangerine Tree   | 18      | 9. April, 1977      | Montreal Place des Arts, Canada TD: Bootmoon Series: Montreal – April 9th 1977                                             |
| Tangerine Leaves | 32      | 11. April, 1977     | Québec, Centre Municipal des Congrès, Kanada                                                                               |
| Tangerine Tree   | 39r     | 21. April, 1977     | Seattle Paramount Theatre, USA                                                                                             |
| Tangerine Tree   | 66      | 26. April, 1977     | Santa Monica Civic Auditorium, USA                                                                                         |
| Tangerine Tree   | 67      | 19. Februar, 1978   | Berlin, Eissporthalle, Deutschland                                                                                         |
| Tangerine Tree   | 11      | 24. Februar, 1978   | Audimax Hamburg, Deutschland TD: Bootleg Box 2: Hamburg 1978                                                               |
| Tangerine Leaves | 30      | 25. Februar, 1978   | Düsseldorf, Philipshalle, Deutschland                                                                                      |
| Tangerine Leaves | 39      | 1. März, 1978       | Nantes, Palais de la Beaujoire, Frankreich                                                                                 |
| Tangerine Leaves | 5       | 17. März, 1978      | Brüssel, Cirque Royale, Belgien                                                                                            |
| Tangerine Leaves | 86      | 24. März, 1978      | Glasgow Apollo, Schottland                                                                                                 |
| Tangerine Leaves | 60      | 25. März, 1978      | Manchester, City Hall, England                                                                                             |
| Tangerine Leaves | 75      | 26. März, 1978      | Liverpool Empire, England                                                                                                  |
| Tangerine Tree   | 92      | 28. März, 1978      | London, Hammersmith Odeon, England                                                                                         |
| Tangerine Tree   | 91      | 19. Oktober, 1978   | Oxford New Theatre, England                                                                                                |
| Tangerine Tree   | 17      | 31. Januar, 1980    | Berlin, Palast der Republik, Deutschland (DDR) TD: Quichotte / Pergamon                                                    |
| Tangerine Tree   | 26      | 13. Oktober, 1980   | Brüssel, Cirque Royal, Belgien                                                                                             |
| Tangerine Leaves | 54      | 16. Oktober, 1980   | Hamburg, Congress Centrum, Deutschland                                                                                     |
| Tangerine Leaves | 45      | 17. Oktober, 1980   | Luxemburg, Centre Culturelle, Luxemburg                                                                                    |
| Tangerine Leaves | 82      | 20. Oktober, 1980   | Bologna Palasport, Italien                                                                                                 |
| Tangerine Leaves | 8       | 1. November, 1980   | Dublin National Stadium, Irland                                                                                            |
| Tangerine Tree   | 62      | 5. November, 1980   | Preston Guild Hall, England TD: Bootmoon Series: Preston – November 5th 1980                                               |
| Tangerine Leaves | 78      | 15. November, 1980  | Royal Court Liverpool, England                                                                                             |
| Tangerine Leaves | 61      | 22. November, 1980  | Santa Monica, Civic Auditorium, USA                                                                                        |
| Tangerine Leaves | 7       | 21. Januar, 1981    | Aachen, Eurogress, Deutschland TD: Bootmoon Series: Aachen – January 21st 1981                                             |
| Tangerine Tree   | 56.1    | 26. Januar, 1981    | Berlin Internationales Congress Centrum, Deutschland                                                                       |
| Tangerine Tree   | 14      | 2. Februar, 1981    | Paris, Bataclan, Frankreich TD: Bootmoon Series: Paris – February 2nd 1981                                                 |
| Tangerine Leaves | 35      | 6. Februar, 1981    | Rom, Palazzetto dello Sport, Italien                                                                                       |
| Tangerine Leaves | 24      | 7. Februar, 1981    | Cantu, Palasport Piarelli, Italien                                                                                         |
| Tangerine Tree   | 28      | 8. Februar, 1981    | Firenze, Teatro Tenda, Italien                                                                                             |
| Tangerine Tree   | 53      | 29. August, 1981    | Berlin, Reichstagsgelände, Deutschland                                                                                     |
| Tangerine Tree   | 78      | 15. Oktober, 1981   | Oxford New Theatre, England                                                                                                |
| Tangerine Leaves | 79      | 16. Oktober, 1981   | Portsmouth Guild Hall, England                                                                                             |
| Tangerine Leaves | 14      | 17. Oktober, 1981   | Brighton, The Dome, England                                                                                                |
| Tangerine Tree   | 89      | 20. Oktober, 1981   | London Hammersmith Odeon, England                                                                                          |
| Tangerine Tree   | 10r     | 25. Oktober, 1981   | Newcastle City Hall, England TD: Bootleg Box 2: Newcastle 1981                                                             |
| Tangerine Leaves | 9n      | 26. Oktober, 1981   | Edinburgh Usher Hall, Schottland                                                                                           |
| Tangerine Tree   | 56.2    | 11. November, 1981  | Gelsenkirchen, Lukaskirche, Deutschland                                                                                    |
| Tangerine Tree   | 37r     | 22. Februar, 1982   | Sydney Regent Theatre, Australien TD: Bootmoon Series: Sydney – February 22nd 1982 TD: Sohoman (re-mixed)                  |
| Tangerine Tree   | 48      | 1. März, 1982       | Melbourne, Dallas Brooks Hall, Australia                                                                                   |
| Tangerine Tree   | 87      | 19. Oktober, 1982   | Budapest Sportcsarnok, Ungarn                                                                                              |
| Tangerine Leaves | 34      | 27. Oktober, 1982   | Frankfurt Alte Oper, Deutschland                                                                                           |
| Tangerine Leaves | 59      | 30. Oktober, 1982   | Derby, Assembly Rooms, England                                                                                             |
| Tangerine Tree   | 12r     | 31. Oktober, 1982   | Croydon Fairfield Halls, England                                                                                           |
| Tangerine Leaves | 84      | 1. November, 1982   | Manchester Apollo Theatre, England                                                                                         |
| Tangerine Leaves | 1       | 6. November, 1982   | London Dominion Theatre, England TD: Logos Live                                                                            |
| Tangerine Leaves | 43      | 8. November, 1982   | Brüssel, Vrije University, Belgien                                                                                         |
| Tangerine Leaves | 22      | 11. November, 1982  | Düsseldorf, Philipshalle, Deutschland                                                                                      |
| Tangerine Tree   | 61      | 15. November, 1982  | Berlin, Internationales Congress Centrum, Deutschland                                                                      |
| Tangerine Tree   | 5       | 11. Juni, 1983      | Frankfurt, Alte Oper, Deutschland TD: Bootleg Box 2: Fassbinder Memorial                                                   |
| Tangerine Tree   | 40      | 23. Juni, 1983      | Tokyo Nakano Sun Plaza, Japan                                                                                              |
| Tangerine Tree   | 72      | 25. Juni, 1983      | Tokyo Nakano Sun Plaza, Japan                                                                                              |
| Tangerine Tree   | 64      | 28. Juni, 1983      | Osaka Festival Hall, Japan                                                                                                 |
| Tangerine Tree   | 83      | 30. Oktober, 1983   | Athens, Lycabettus Theatre, Griechenland                                                                                   |
| Tangerine Leaves | 13      | 26. November, 1983  | Dresden, Deutsches Hygiene-Museum, Deutschland (DDR)                                                                       |
| Tangerine Tree   | 35      | 17. März, 1986      | Birmingham Odeon, England                                                                                                  |
| Tangerine Leaves | 28      | 21. März, 1986      | Harrogate Conference Centre, England                                                                                       |
| Tangerine Leaves | 25      | 26. März, 1986      | Oxford Apollo Theatre, England                                                                                             |
| Tangerine Leaves | 53      | 29. März, 1986      | Köln, WDR Sendesaal, Deutschland                                                                                           |
| Tangerine Tree   | 58      | 29. März, 1986      | Köln, WDR Sendesaal, Deutschland                                                                                           |
| Tangerine Tree   | 69      | 31. März, 1986      | Paris, Olympia, Frankreich                                                                                                 |
| Tangerine Leaves | 63      | 1. Juni, 1986       | Portland, Arlene Schnitzer Concert Hall, USA                                                                               |
| Tangerine Tree   | 24      | 6. Juni, 1986       | Laguna Hills, Irvine Meadows Amphitheater, USA                                                                             |
| Tangerine Leaves | 80      | 11. Juni, 1986      | Denver Paramount Theater, USA                                                                                              |
| Tangerine Leaves | 72      | 29. Juni, 1986      | Washington, Warner Theater, USA                                                                                            |
| Tangerine Tree   | 68      | 19. Juni, 1986      | Montreal, Place des Arts, Kanada                                                                                           |
| Tangerine Leaves | 12      | 20. Juni, 1986      | Ottawa National Arts Center, Kanada TD: Bootmoon Series: Ottawa – June 20th 1986                                           |
| Tangerine Tree   | 44      | 21. Juni, 1986      | Toronto Massey Hall, Kanada                                                                                                |
| Tangerine Leaves | 42      | 27. Juni, 1986      | Providence Performing Arts Center, USA                                                                                     |
| Tangerine Tree   | 38      | 1. August, 1987     | Berlin, Reichstagsgelände, Deutschland                                                                                     |
| Tangerine Leaves | 19      | 25. August, 1988    | Hoffman Estates, Poplar Creek Music Center, USA                                                                            |
| Tangerine Leaves | 56      | 26. August, 1988    | Milwaukee, Riverside Theater, USA                                                                                          |
| Tangerine Leaves | 69      | 29. August, 1988    | Columbus, Ohio Theater, USA                                                                                                |
| Tangerine Leaves | 4       | 1. September, 1988  | Toronto Massey Hall, Kanada                                                                                                |
| Tangerine Tree   | 85      | 7. September, 1988  | New York Radio City Music Hall, USA                                                                                        |
| Tangerine Tree   | 42      | 9. September, 1988  | New Haven Palace Theatre, USA                                                                                              |
| Tangerine Leaves | 88      | 14. September, 1988 | Sarasota, Van Wezel Performing Arts Hall, USA                                                                              |
| Tangerine Leaves | 48      | 16. September, 1988 | New Orleans McAllister Auditorium, USA                                                                                     |
| Tangerine Leaves | 31      | 23. September, 1988 | Los Angeles Wiltern Theatre, USA                                                                                           |
| Tangerine Tree   | 49r     | 20. Februar, 1990   | Berlin, Werner Seelenbinder Halle, Deutschland (DDR) TD: East, East Bonus CD                                               |
| Tangerine Leaves | 90      | 25. Oktober, 1990   | Worthing Assembly Hall, England                                                                                            |
| Tangerine Tree   | 29      | 26. Oktober, 1990   | London Hammersmith Odeon, England                                                                                          |
| Tangerine Leaves | 51      | 27. Oktober, 1990   | London Hammersmith Odeon, England                                                                                          |
| Tangerine Leaves | 77      | 28. Oktober, 1990   | Apollo Theatre Manchester, England                                                                                         |
| Tangerine Leaves | 29      | 29. Oktober, 1990   | Nottingham Royal Centre, England                                                                                           |
| Tangerine Tree   | 90      | 1. November, 1990   | Newcastle City Hall, England                                                                                               |
| Tangerine Tree   | 84      | 4. November, 1990   | Oxford Apollo Theatre, England                                                                                             |
| Tangerine Tree   | 70      | 6. November, 1990   | Bristol Colston Hall, England                                                                                              |
| Tangerine Leaves | 89      | 9. Oktober, 1992    | New York Beacon Theater, USA                                                                                               |
| Tangerine Leaves | 44      | 17. Oktober, 1992   | Chicago Old Vic Theater, USA                                                                                               |
| Tangerine Tree   | 21      | 20. Oktober, 1992   | Detroit Fox Theater, USA                                                                                                   |
| Tangerine Tree   | 76      | 25. Oktober, 1992   | Seattle Paramount Theater, USA                                                                                             |
| Tangerine Leaves | 58      | 28. Oktober, 1992   | San Juan Capistrano, The Coach House, USA                                                                                  |
| Tangerine Leaves | 33      | 1. November, 1992   | Ventura, Ventura Theater, USA                                                                                              |
| Tangerine Tree   | 57      | 12. Juli, 1995      | Los Angeles SIR Theatre, USA                                                                                               |
| Tangerine Leaves | 10 & 11 | 30. September, 1996 | London, Shepherds Bush Empire, England                                                                                     |
| Tangerine Leaves | 83      | 11. April, 1997     | Bonn, Beethovenhalle, Deutschland                                                                                          |
| Tangerine Tree   | 82      | 12. April, 1997     | München, Cirkus-Krone Bau, Deutschland                                                                                     |
| Tangerine Tree   | 46      | 20. April, 1997     | Amsterdam Melkweg Max, Niederlande                                                                                         |
| Tangerine Leaves | 41.1    | 22. April, 1997     | Budapest, Petöfi Csnarnok, Ungarn                                                                                          |
| Tangerine Leaves | 41.2    | 23. April, 1997     | Zabrze Dom Muzyki i Tanca, Polen                                                                                           |
| Tangerine Tree   | 20      | 13. Juni, 1997      | Warschau, Sala Kongresowa, Polen                                                                                           |
| Tangerine Tree   | 65      | 1. November, 1997   | Glasgow Royal Concert Hall, Schottland                                                                                     |
| Tangerine Leaves | 65      | 4. November, 1997   | Manchester, Apollo Theatre, England                                                                                        |
| Tangerine Leaves | 71      | 6. November, 1997   | London, Shepherds Bush Empire, England TD: Valentine Wheels                                                                |
| Tangerine Tree   | 43      | 12. Juni, 1999      | Osnabrück, Stadthalle, Germany TD: Rocking Mars (Live at Klangart Festival)                                                |
| Tangerine Leaves | 26 & 27 | 12. Mai, 2001       | London, Shepherds Bush Empire, England                                                                                     |
| Tangerine Tree   | 15 & 16 | 31. August, 2001    | Warschau, Most Beautiful Rock for Peace, Polen                                                                             |
| Tangerine Tree   | 3       | 7. Oktober, 2001    | Bernau, St. Marien-Kirche, Deutschland TD: Inferno                                                                         |
| Tangerine Leaves | 2       | 24. August, 2002    | Burg Nideggen, Deutschland                                                                                                 |
| Tangerine Tree   | 32 & 33 | 15. Februar, 2003   | London, Astoria Theatre, England                                                                                           |
| Tangerine Tree   | 60      | 6. März, 2004       | London, Royal Festival Hall, England TD: Purgatorio                                                                        |
| Tangerine Leaves | 37      | 25. April, 2004     | Barcelona, Sala Bikini, Spanien                                                                                            |
| Tangerine Tree   | 74 & 75 | 11. Juni, 2005      | London, Sheperds Bush Empire, England                                                                                      |
| Tangerine Leaves | 76      | 8. Juli, 2005       | Berlin, Friedrichstadtkirche, Deutschland                                                                                  |
| Tangerine Tree   | 79r     | 9. Juli, 2005       | Berlin, Friedrichstadtkirche, Deutschland                                                                                  |
| Tangerine Leaves | 74      | 14. Oktober, 2005   | Essen, Philharmonie, Deutschland                                                                                           |

## Andere Ausgaben
Die anderen Ausgaben sind ein Mix aus verschiedenen Konzerten, Film- und Radiointerviews.
| Projekt          | Volume | Datum     | Titel                                    |
| ---------------- | ------ | --------- | ---------------------------------------- |
| Tangerine Tree   | 36     | 1969–2001 | Assorted Secrets 1969–2001               |
| Tangerine Tree   | 50     | 1981–2003 | Assorted Secrets 2                       |
| Tangerine Tree   | 63     | 1980–1991 | Assorted Secrets 3                       |
| Tangerine Tree   | 80     | 1979–1990 | Assorted Secrets 4                       |
| Tangerine Tree   | 88     | 1968–2006 | Assorted Secrets 5                       |
| Tangerine Tree   | 71     | 1971–1981 | Adventures in LoFi 1971–1981             |
| Tangerine Tree   | 41     | 1973–1976 | Space is the Place: Recordings 1973–1976 |
| Tangerine Leaves | 49     |           | A Blast From The Past                    |
| Tangerine Tree   | 51     |           | On Air                                   |
| Tangerine Tree   | 54     |           | The Keep: An Alternative View            |
| Tangerine Tree   | 73     |           | Soundtrax                                |
| Tangerine Leaves | 66     |           | Triple Orange Juice                      |
| Tangerine Tree   | 86     | 1981–1996 | Soundchecks 1981–96                      |

## Distribution
Tangerine Tree Ausgaben wurden von den Mitgliedern des Tangerine Tree Projekts koordiniert und herausgegeben.

## Sets
Die Ausgaben sind jeweils in Sets veröffentlicht.
| Set                | Volume                  | Datum         |
| ------------------ | ----------------------- | ------------- |
| Tangerine Tree 1   | 1–8                     | Februar 2002  |
| Tangerine Tree 2   | 9–16                    | Juli 2002     |
| Tangerine Tree 3   | 17–26                   | Januar 2003   |
| Tangerine Tree 4   | 27–37                   | August 2003   |
| Tangerine Tree 5   | 38–48                   | April 2004    |
| Tangerine Tree 6   | 49–61                   | August 2004   |
| Tangerine Tree 7   | 62–71                   | August 2005   |
| Tangerine Tree 8   | 72–79 1r, 2r, 10r, 25r  | November 2005 |
| Tangerine Tree 9   | 80–87 8r, 12r, 37r, 79r | April 2006    |
| Tangerine Tree 10  | 88–92 17r, 31r, 49r     | August 2006   |
| Tangerine Leaves 1 | 1–12                    | Mai 2003      |
| Tangerine Leaves 2 | 13–27                   | Dezember 2003 |
| Tangerine Leaves 3 | 28–40                   | Januar 2005   |
| Tangerine Leaves 4 | 41–53                   | August 2005   |
| Tangerine Leaves 5 | 54–66                   | Juni 2006     |
| Tangerine Leaves 6 | 67–78                   | Februar 2006  |
| Tangerine Leaves 7 | 79–91                   | August 2006   |
| Audio DVD Tree 1   | 1–16                    |               |
| Audio DVD Tree 2   | 17–37                   |               |
| Audio DVD Tree 3   | 38–61                   |               |